# Valentina Pistoli
Valentina Pistoli (Coriza, 1928 – 1993) è stata un architetto albanese.
Prima donna architetto del suo Paese, si distinse per un nuovo modo di pensare un'architettura basata sulla logica e sulla libertà, nonostante alcuni limiti materiali ed estetici dettati dal regime comunista albanese.

## Biografia
Laureatasi nel 1952 presso l'Università di Sofia, in Bulgaria, è stata la prima donna architetto dell'Albania.
Ha progettato complessi residenziali a Coriza, Valona, Elbasan, alberghi a Kukës, Bajram Curri, Elbasanie, Tirana, Himar, Durazzo e il teatro Alessandro Moissi di Kruja. Nel 1958 realizzò il Cimitero dei Martiri della Nazione, in cui sono tumulate le spoglie di 28.000 partigiani, di cui 900 membri del partito comunista, morti nella seconda guerra mondiale.
La sua realizzazione più importante fu l'Hotel Tirana nel centro della capitale albanese, un palazzo di quindici piani con 324 camere, progettato da un gruppo di professionisti sotto la sua direzione alla fine degli anni sessanta e completato nel 1979. Fino alla fine degli anni novanta, l'Hotel Tirana fu l'edificio più alto dell'Albania..
Ha insegnato architettura presso la Facoltà di Ingegneria dell'Università Tecnica di Tirana e fu membro del Partito Comunista Albanese.